# Гипотеза Аго — Джуги
Гипо́теза А́го — Джу́ги — теоретико-числовая гипотеза о числах Бернулли {\displaystyle B_{k}}, согласно которой {\displaystyle p} является простым числом тогда и только тогда, когда {\displaystyle pB_{p-1}\equiv -1{\pmod {p}}}.

## Эквивалентные формулировки
Исторически первая формулировка гипотезы принадлежит итальянскому математику Джузеппе Джуге (1950), согласно которой {\displaystyle p} является простым, если:
{\displaystyle \sum _{i=1}^{p-1}i^{p-1}=1^{p-1}+2^{p-1}+\cdots +(p-1)^{p-1}\equiv -1{\pmod {p}}}.
В этой формулировке простота числа {\displaystyle p} достаточна для выполнения свойства, поскольку для простого {\displaystyle p} малая теорема Ферма утверждает, что {\displaystyle a^{p-1}\equiv 1{\pmod {p}}} для {\displaystyle a=1,2,\dots ,p-1}, откуда следует эквивалентность, поскольку {\displaystyle p-1\equiv -1{\pmod {p}}}.
Современная формулировка со связью с числами Бернулли принадлежит японскому математику Такаси Аго (Takashi Agoh, 1990).

## Текущее состояние
Утверждение остаётся гипотезой, поскольку не доказано, что если {\displaystyle n} является составным, то формула не выполняется. Было показано, что составное число {\displaystyle n} удовлетворяет формуле тогда и только тогда, когда оно является и числом Кармайкла и числом Джуги одновременно, и если такое число существует, оно содержит как минимум 13 800 знаков. Laerte Sorini, наконец, в работе 2001 года показал, что возможным контрпримером к гипотезе должно быть число n больше 1036067, которое представляет предел, предполагаемый Бедокки для демонстрационного метода, указанного Джугой в его собственном предположении.

## Взаимосвязь с теоремой Вильсона
Гипотеза Аго — Джуги внешне сходна с утверждением теоремы Вильсона, согласно которой {\displaystyle p} является простым в том и только в том случае, когда {\displaystyle (p-1)!\equiv -1{\pmod {p}}}, что может быть записано как
{\displaystyle \prod _{i=1}^{p-1}i\equiv -1{\pmod {p}}.}
Ср. с утверждением гипотезы Аго — Джуги, которое формулируется как
{\displaystyle \sum _{i=1}^{p-1}i^{p-1}\equiv -1{\pmod {p}}}.